# Philodromus ruficapillus
Philodromus ruficapillus là một loài nhện trong họ Philodromidae.
Loài này thuộc chi Philodromus. Philodromus ruficapillus được Eugène Simon miêu tả năm 1885.